# Rusalka (Dargomyžskij)
Rusalka (v ruském originále Русалка) je velká opera o čtyřech dějstvích a šesti obrazech ruského skladatele Alexandra Sergejeviče Dargomyžského na libreto, které si skladatel sám napsal podle nedokončené stejnojmenné básně Alexandra Sergejeviče Puškina s využitím básníkových veršů. Vznikla v letech 1848–1855 a poprvé byla provedena 4. (podle gregoriánského kalendáře 16.) května 1856 v Petrohradě. Je to nejoblíbenější z Dargomyžského čtyř oper a významný mezistupeň mezi operami M. I. Glinky a Mocné hrstky. Přes počáteční neúspěch postupně získala značnou oblibu a dosud tvoří pevnou součást ruského repertoáru. Mimo Rusko se však hraje zřídka.

## Vznik opery
Téma vodní bytosti (rusalky, undiny) nabylo v ruském hudebním divadle velké popularity poté, kdy byl roku 1803 ve Velkém divadle v Petrohradě poprvé proveden singspiel Ferdinanda Kauera Dunajská žínka (Das Donauweibchen). Dílo bylo přeloženo do ruštiny, vodní žínka byla nazvána rusalkou a přemístěna od Dunaje k Dněpru a vznikla řada úprav a pokračování, v nichž Kauerovu hudbu doplnila nebo nahradila hudba ruských skladatelů (Catterino Cavos, Stěpan Davidov aj.). V menších a kočovných divadlech Ruska si tyto úpravy udržely popularitu až do konce 19. století. Na základě této látky psal v letech 1829–1832 Alexandr Sergejevič Puškin i svou báseň, v níž však výpravné pohádkovosti vtiskl silný sociální akcent.
Dargomyžskij začal na operním zpracování této látky pracovat v roce 1848, bezprostředně po premiéře své první opery Esmeralda (podle Victora Huga) a po dokončení své druhé opery Bakchova slavnost, rovněž na Puškinovo téma. Kompozice se protáhla na sedm let, během nichž se Dargomyžskij stal duchovním vůdcem nejmladší generace ruských skladatelů – zárodku pozdější Mocné hrstky. V té době rovněž prodělaly jeho názory na hudební, a zejména operní kompozici, značný vývoj, což se odrazilo i na Rusalce.
Rusalka měla premiéru 4. května 1856 v divadle Těatr-cirk, tehdejším působišti ruskojazyčné carské opery v Petrohradě. Premiéra byla beneficí zpěvačky, jež ztvárnila titulní hrdinku, Anisji Bulachovové, a vynikli i další představitelé, zejména Osip Petrov jako Mlynář, ale v neprospěch díla hovořily jak četné škrty v partituře, tak výprava převzatá z jiných kusů. Rusalka tak zprvu dosáhla jen vlažného úspěchu (stejně jako Esmeralda a Bakchova slavnost) a po 11 představeních byla sňata z repertoáru. Skladatel si v korespondenci hořce stěžoval a připisoval neúspěch díla neochotě obecenstva a tisku ocenit pravdivost jeho uměleckého snažení. Rusalky se však ujal vlivný skladatel a kritik Alexandr Nikolajevič Serov, který již po premiéře uvítal Rusalku jako důstojnou nástupkyni Glinkových opera a posléze rozebral její partituru na stranách novin v deseti obšírných statích. Pod vlivem tisku se Rusalka vrátila na scénu a od roku 1859 ji hrálo rovněž Velké divadlo v Moskvě. Téhož roku Těatr-cirk vyhořel (při požáru byl zničen i původní rukopis Rusalky).
Petrohradská opera našla novou budovu, dnešní Mariinské divadlo, a v roce 1865 zařadila Rusalku znovu na repertoár na popud slavného tenoristy Fjodora Petroviče Komissarževského (hrál úlohu knížete). Inscenace, kterou dirigoval poprvé Eduard Nápravník, sice neměla žádný zvláštní lesk, byla použita stará výprava, ale přesto z ní byl – slovy samotného Dargomyžského – „neuvěřitelný, nepochopitelný úspěch“. Povzbudil ho v práci na další opeře, Kamenném hostu (rovněž podle Puškina), kterou však již nestihl dokončit.

## Charakteristika opery

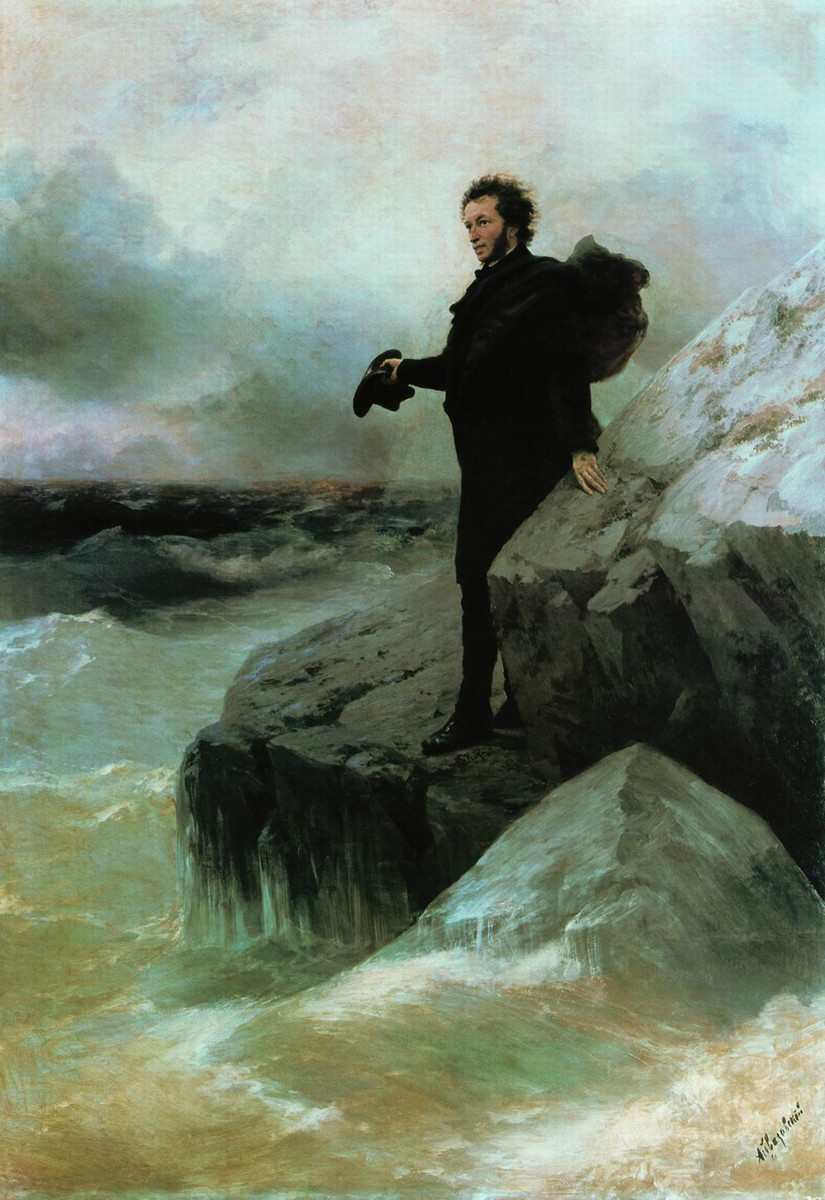
Alexandr Sergejevič Puškin (Puškinovo rozloučení s mořem, obraz Ilji Repina.

Při tvorbě libreta vyšel Dargomyžskij z Puškinovy dramatické básně a převzal z ní co nejvíce veršů. Protože Puškinův text končí otázkou knížete „Odkud jsi, překrásné dítě?“, musel skladatel doplnit samotný konec příběhu (usmrcení knížete mlynářem a rusaličkou). Doplnil také jména titulní hrdinky (Nataša) a kněžniny družky (Olga, u Puškina kněžnina chůva), ostatní postavy zůstaly jako v básni beze jména.
Puškin ve své básni podrobil původní sentimentální pohádkový příběh sociálně-kritickému ztvárnění. I za komunistického režimu v Rusku byla Rusalka hojně uváděna právě s důrazem na námět „ostře kritizující násilnictví vládnoucí šlechtické třídy carského Ruska vůči poddaným, bezohledně deptaným“ (jak ho charakterizovala v 50. letech 20. století Anna Hostomská). Již Puškinova báseň však pranýřuje nejen šlechtickou zvůli (kníže), ale i lokajství měšťanů (mlynář) podvolujících se panským excesům výměnou za materiální prospěch. Dargomyžského libreto navíc celý příběh přizpůsobuje podmínkám operního ztvárnění: lyrický prvek je posílen a i negativním postavám jsou propůjčeny pozitivní rysy, doplněny byly rovněž četné folklórní sborové a taneční scény.

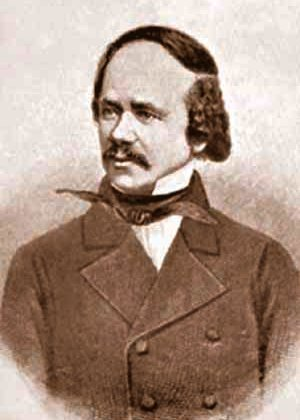
Alexandr Sergejevič Dargomyžskij

Jak u Puškina, tak u Dargomyžského není nejzajímavější postavou opery samotná rusalka, ale její otec mlynář, který z hrabivosti přivírá oči nad vztahem dcery a knížete a doplatí na to ztrátou dcery i rozumu. Dargomyžskij nuancuje jeho negativní portrét u Puškina o skutečnou lásku k dítěti. Jeho hudba, v prvním dějství poměrně konvenční, dosahuje ve třetím dějství značné expresivity a originality. Nataša-rusalka se vyvíjí z milující dívky v krutou vodní bytost, ale její hudba zůstává v lyricko-písňovém tónu blízkém tradici ruských měšťanských romancí (které Dargomyžskij hojně skládal). Knížeti zůstává jeho lehkomyslnost i zbabělost jako u Puškina, Dargomyžskij však zdůrazňuje i hloubku jeho lásky k titulní hrdince a jeho ochotu obětovat se na závěr opery. Z epizodní postavy u Puškina vytvořil Dargomyžskij psychologicky prohloubenou postavu kněžny, rusalčiny sokyně a nakonec oběti téhož svůdce; její hudba má zvláště italianizující charakter. Značného rozšíření doznala i úloha kněžniny důvěrnice Olgy, i když její dramatická úloha je jen doprovodná. Rozdíl v hudebním ztvárnění různých tříd (západoevropské hudební vzory pro členy knížecího dvora, ruské národní prvky pro lidové postavy) je jen naznačen.
Označovat Rusalku za „první zpěvohru ruskou vysloveně realistického námětu“ (Hostomská) a za „základ rozvoje kritického realismu v ruské opeře“ (Gozenpud) je zřejmě poněkud nadnesené. Zapojením nadpřirozeného elementu zůstává Rusalka naopak zakotvena ve středoevropském romantismu počátku 19. století. Pohádkové scény – které se staly specialitou ruské předrevoluční opery – jsou však ztvárněny znatelně méně přesvědčivě než dříve u Glinky nebo naopak později u Čajkovského nebo Rimského-Korsakova.
Celkový charakter opery není revoluční, nýbrž má své předobrazy v soudobém německém singspielu, francouzské opeře (opéra comique i grand opéra) i italské opeře. Ruský národní živel zastupují folklórní obřadní scény s 1. a 2. jednání, které jsou spíše vloženými čísly dodávajícími opeře lokální kolorit, než aby ovlivňovaly celkovou hudební charakteristiku opery. Zejména baletní čísla byla již v době prvního uvedení progresivní kritikou odsuzována jako ohlas již zastaralého operního typu. Hudební kritik Rostislav (vl. jm. F. M. Tolstoj) odsoudil zejména zařazení cikánského tance ve svatební scéně ve 2. dějství: „Pokud se naši předci bavili tancem cikánů, tak je přece nezvali do jídelny, ale shlíželi na ně z vysokého zápraží.“ V melodické vynalézavosti, jejíž nedostatek vyčítala Dargomyžskému již soudobá kritika, zaostává tento skladatel za Glinkou. Originálním prvkem je však orchestrem doprovázená zpěvná próza na mnohých místech, tzv. „melodický recitativ“ (pojem Césara Kjuie), která nemá písňovou nebo áriovou povahu, ale vyjadřuje co nejvěrněji melodický spád ruské řeči. Největším souvislým místem tohoto recitativu je ústřední moment opery, vzrušený dialog knížete a zešílevšího mlynáře ve třetím dějství. Ten zaujal největší pozornost dobové kritiky, stal se nejznámějším číslem opery a hlavní mírou přispěl k tomu, že úloha mlynáře je považována za prvořadou roli ruského basového oboru. Ve své následující opeře Kamenný host povýšil Dargomyžskij tento recitativ na nosný princip a ovlivnil tak významně další rozvoj ruské opery.
Opera trvá asi dvě a půl hodiny.

## Inscenační historie

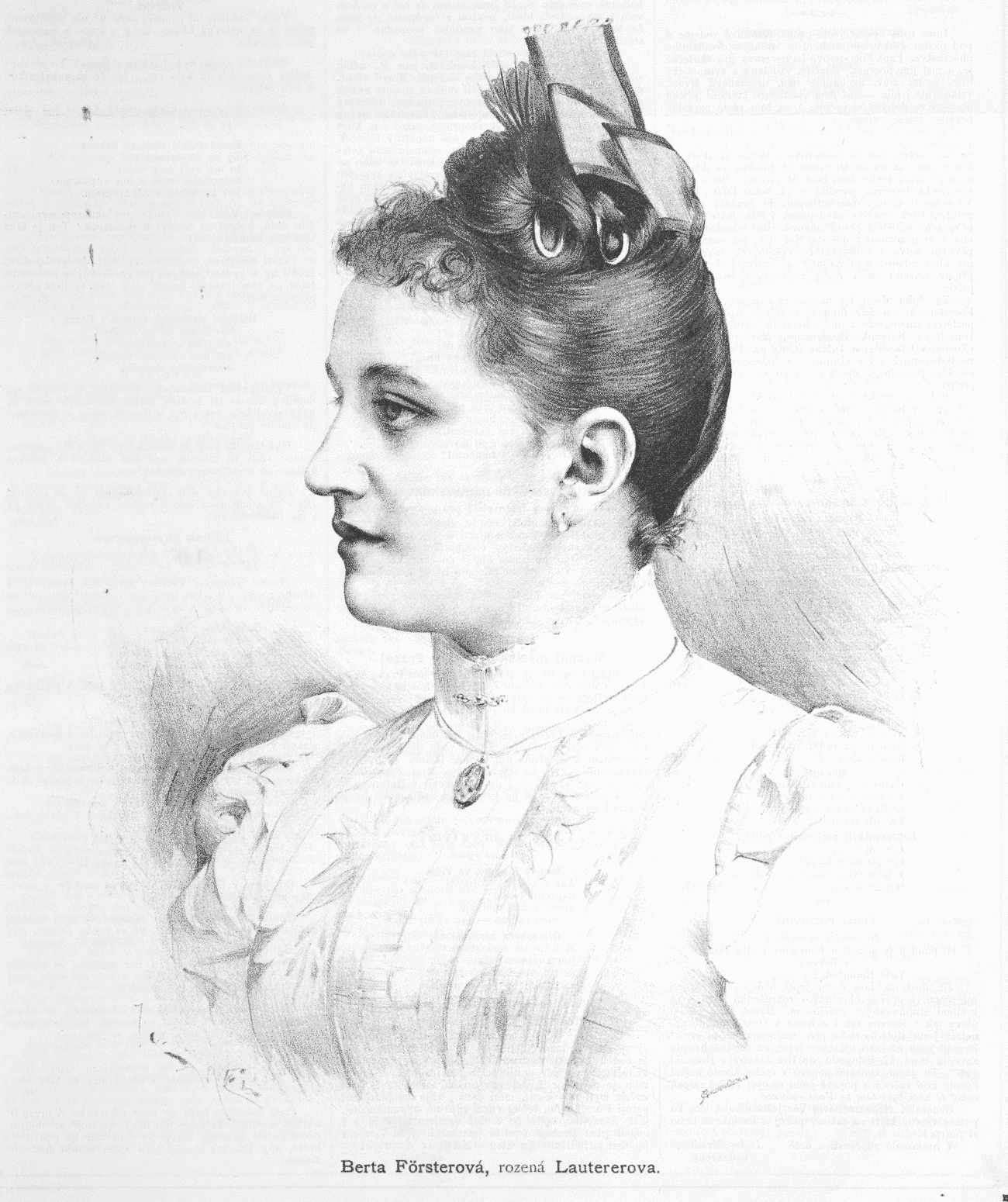
Berta Foersterová, první česká představitelka titulní role v Dargomyžského Rusalce. Kresba Jana Vilímka.

Již na sklonku skladatelova života dosáhla Rusalka u ruského obecenstva značné obliby. V průběhu 70. let 19. století se rozšířila do provinčních divadel říše (Charkov, Kazaň, Kyjev, 1889 Helsinky, 1893 Tiflis, 1917 Jekatěrinburg). Roku 1885 právě Rusalkou programově započala svou činnost Soukromá ruská opera v Moskvě (Solodovnikovo divadlo) – instituce, která se v předrevolučním Rusku zásadně zasadila o rozvoj i internacionální rozšíření ruské opery. Za definitivní upevnění na ruském repertoáru vděčí Rusalka Fjodoru Šaljapinovi, který z mlynáře – kterého zpíval poprvé roku 1893 v Tiflisu – učinil jednu z svých základních rolí, a to i v zájezdových představeních mimo Rusko. Právě prostřednictvím ruských operních společnosti se na přelomu 19. a 20. století seznámila evropská a americká veřejnost s ruským repertoárem včetně Rusalky – poprvé roku 1888 v Kodani, dále např. v Berlíně (Krollova opera 1908), Monte Carlu (1909), Paříži (1911), San Franciscu a New Yorku (1922).
I v době vlády komunistického byla Rusalka v sovětském Rusku a Sovětském svazu hojně hrána, včetně v nově otevíraných operních divadlech (premiéry v Kujbyševu 1935, Jerevanu 1938, Minsku 1939, Alma-Atě 1941, Baku 1942, Stalinu 1945, Ulan-Ude 1949, Biškeku 1951, Dušanbe 1951, Ašchabadu 1952).
V Rusku zůstává Dargomyžského Rusalka běžnou součástí repertoáru operních divadel (2008 Novosibirsk, 2012 Saratov a Nižnij Novgorod, 2013 Mariinské divadlo).
Jako řada jiných ruských oper byla Rusalka mimo hranice Ruska inscenována poprvé v českých zemích, a to roku 1889. Pražské Národní divadlo inscenaci vypravilo s novými kulisami i kostýmy, které byly zhotoveny podle nákresů z petrohradské opery; překlad do češtiny (prvního jazyka po ruském originálu) pořídil Augustin Eugen Mužík. Podle kritika Národních listů „nepočínal si libretista při rozpředení prostého děje nejobratněji. Že i komponista trpěl tou okolností, jest přirozeno.“ Kritik oceňuje především národní, lidové scény, chválí Dargomyžského práci s tématy, ale jeho melodika prý „není právě bujná“; rovněž instrumentace se mu zdála chudá proti tomu, čeho jsou čeští posluchači zvyklí od Smetany nebo Dvořáka. Provedení podle něj „dokázalo, že naši pěvci hudbě ruské dosud neuvykli tak cele, upřímně volno nebylo v Rusalce nikomu.“ Vyzvedl zejména Viléma Heše ve vděčné, ale náročné úloze mlynáře. Kritik správně předvídal, že „nejednomu posluchači bude snad ráz hudby trochu cizí“. Nákladně vypravená a z hlediska slovanské kulturní politiky Národního divadla důležitá inscenace se hrála jen osmkrát. Žádné další české nastudování již nenásledovalo, zřejmě i proto, že undinovské téma bylo v českém prostředí o několik let později definitivně obsazeno Dvořákovou Rusalkou.
V době před první světovou válkou proběhlo jediné další mimoruské nastudování, a to v pařížském Théâtre Sarah Bernhardt. Uváděla se souběžně ruská verze s hostujícími ruskými sólisty (premiéra 2. května 1911) a francouzská verze s domácími (premiéra 3. května 1911); v úloze mlynáře se vyznamenal basista Juste Nivette. V meziválečné době se Rusalka hrála v zemích odtržených od Ruska, kde dosud měla ohlas její předrevoluční popularita, avšak tentokrát v překladu do národních jazyků: Riga 23. října 1923, Helsinky 17. listopadu 1937, Vilnius 12. prosince 1937. Kromě toho ji nastudovala v hebrejském překladu opera v Jeruzalémě (3. května 1926).
Po druhé světové válce se mimosovětské inscenace objevovaly sporadicky pouze v zemích sovětského bloku (1951 Bytom, 1953 Tirana, 1958 Bukurešť, 1964 Ulánbátar, 1966 Sofie – tato inscenace hostovala i v Neapoli). Jinak se ojedinělé inscenace mimo Rusko začínají objevovat od 90. let 20. století (1992 Budyšín, 1997 operní festival v irském Wexfordu, 1999 Tallinn). V roce 2015 byla Rusalka poprvé provedena (koncertně) v anglickém jazyce, a to v newyorské Queens College.

## Osoby a první obsazení

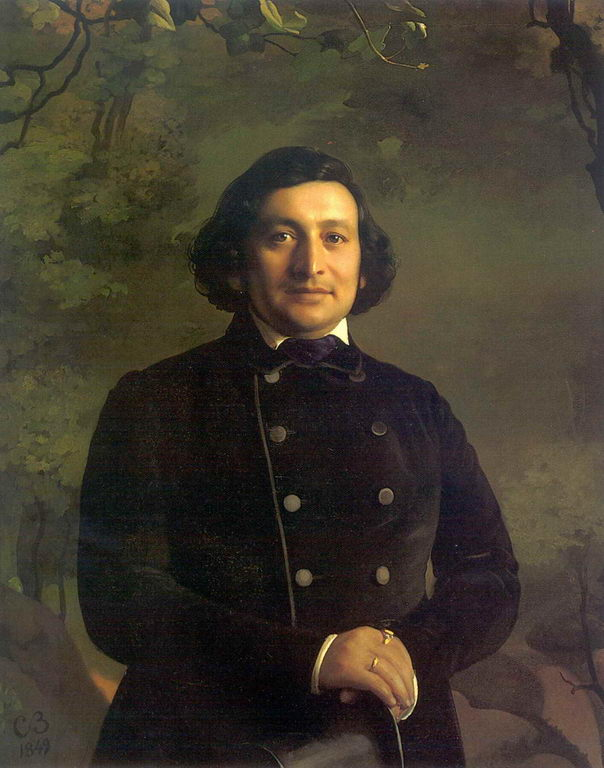
Osip Petrov, první Mlynář v Dargomyžského Rusalce

| osoba                                       | hlasový obor  | světová premiéra (16.5.1856)   | česká premiéra (23.11.1889) |
| ------------------------------------------- | ------------- | ------------------------------ | --------------------------- |
| Kníže                                       | tenor         | Pavel Bulachov                 | Karel Veselý                |
| Kněžna                                      | mezzosoprán   | Darja Leonova                  | Marie Panznerová            |
| Mlynář                                      | bas           | Osip Petrov                    | Vilém Heš                   |
| Nataša, jeho dcera, pak rusalka             | soprán        | Anisja Bulachova               | Berta Foersterová           |
| Olga, sirota, oddaná kněžně                 | soprán        | Emilia Liljeva                 | Hana Cavallarová            |
| Svat                                        | baryton       | Pjotr Gumbin                   | Adolf Krössing              |
| Myslivec                                    | bas           | …                              | Robert Faltus               |
| Rusalička                                   | mluvená role  | …                              | …                           |
| Vesničané, bojaři, hosté, rusalky, myslivci |               |                                |                             |
| Dirigent:                                   | Dirigent:     | Konstantin Ljadov              | Adolf Čech                  |
| Režie:                                      | Režie:        | …                              | František Kolár             |
| Choreografie:                               | Choreografie: | Marius Petipa a Nikolaj Goltz  | Augustin Berger             |
| Výprava:                                    | Výprava:      | Petrov, Vagner, Šastov, Roller | Robert Holzer               |

## Děj opery
(Odehrává se v neurčené době u břehů Dněpru.)

### 1. dějství
(Prostranství před mlýnem na břehu Dněpru) Nataša sedí zadumaně na prahu mlýnice, zatímco její otec jí uděluje rady. Mladá děvčata pořád sní, jsou zamilována a touží jen po tom, aby hleděly milému do očí – ale je třeba včas myslet na svatbu, a není-li svatba možná, alespoň pro sebe a pro své příbuzné něco získat jako náhradu (č. 1 árie Och, to-to vse vy, děvki molodyja / Ох, то-то всѣ вы, дѣвки молодыя). K mlýnu totiž před nějakou dobou začal jezdívat místní kníže a Nataša se do něj zahleděla a on do ní. Ale poslední dobou jeho návštěvy řídnou.
Nataša ho právě nedočkavě vyhlíží. Hned vyskočí, když uslyší dusot jeho koně, a chce mu běžet naproti. Mlynář ji zadrží a oba vítají knížete před mlýnicí. Dívka horlivě vyčítá knížeti, že se u nich už dlouho nezastavil, a kníže jen neobratně hledá výmluvy. Nataša vypráví knížeti o své lásce a kníže její vyznání opětuje, ale o poznání zdrženlivěji. Mlynář tuší, že známost knížete s jeho dcerou se blíží ke konci, a nabádá Natašu, aby si na svém milém vyprosila dary. Ta ale o dary nestojí a bojí se jen toho, že o knížete a jeho lásku přijde. Kníže, který se s ní přišel rozloučit, neví, jak to říci; je si však vědom mlynářových peněžitých očekávání (č. 2 tercet Ču, ja slyšu topoť jego koňa… Ach, prošlo to vremja zolotoje /Чу, я слышу топоть его коня… Ахъ, прошло то время золотое).
Zatímco mlynář odvádí hosta do mlýna, přicházejí vesničané s hráběmi a kosami z práce na lukách. Zpívají táhlou, smutnou píseň. Mlynář je vítá a žádá si, aby zatancovali a zazpívali něco veselého. Dívky tančí chorovod a poté muži zapějí žertovnou pijáckou píseň (č. 3 sbory a chorovody Ach, ty serdce, mojo serdce… Zapletisja pleteň… Kak na gore my pivo varili / Ахъ, ты серце, мое серце… Заплетися, плетень… Какъ на горѣ мы пиво варили).
Jenže kníže je stále zasmušilý a mlynář raději posílá rolníky pryč. Nataše se knížete vyptává, co ho rmoutí, a ten už nemůže dále smlčet, proč přišel: musí jí dát sbohem. Nataša se nejprve dohaduje, že její milý musí odjet do ciziny nebo do války, ale pak se dovtípí, že se chystá oženit. Kníže vysvětluje, že člověk v jeho postavení si nemůže vzít nevěstu podle své vůle. Dívka je zdrcena. Kníže jí v rozpacích zdobí hlavu drahocennou čelenkou a nechává stranou váček s penězi. Chystá se odejít. Nataša mu ztěžka prozradí, že bude matkou. Kníže se slibem, že se o ni i dítě postará, spěšně mizí (č. 4 duet Nět, ně razsvěť dům ťažolych / Нѣтъ, не разсвѣтъ думъ тяжелыхъ).
Mlynář se vrací a raduje se ze šperků a peněz. Blahořečí knížeti a ptá se zaražené dcery, zda snad oněměla radostí. Nataša však nemá dost tvrdých slov pro knížecí zradu. Pánové nejsou svobodni se ženit podle svého srdce, ale hledat útěchu u prostých děvčat mohou? Jeho dárky se jí oškliví jako úplatky. Mlynář se ji snaží uklidnit a přivést k rozumu, zejména proto, že se vracejí lidé (č. 5 duet Ba, ba, ba, čto vižu! … Vidiš li, kňazja něvolny / Ба, ба, ба, что вижу! … Видишь ли, князья невольны). Ale Nataša se nestará o mínění lidí a obrací své výčitky proti otci, který ji nedržel dostatečně přísně a teď je zodpovědný za její zkázu. Všichni jsou zhrozeni, mlynář naříká, že ho její nevděk přivede do hrobu, a i vesničané Natašu za její neuctivá slova k vlastnímu otci kárají. Dívka je čím dál rozčilenější: s odporem strhává svou čelenku a vzývá carevnu Dněpru, aby ji přijala k sobě a naučila, jak se pomstít za zradu. Vytrhne se ostatním a vrhne se do vod Dněpru. Mlynář se rozběhne za ní, ale vysílením klesá. Vesničané se snaží Natašu zachránit, ale marně (č. 6 finále Ach, ty pole mojo, pole / Ахъ, ты поле мое, поле).

### 2. dějství

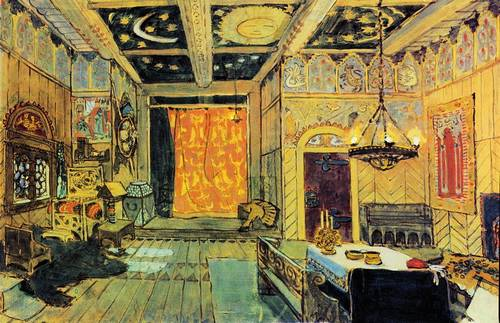
Dekorace ke 2. jednání Rusalky od A. Golovina

(Honosná místnost v domě knížete) Koná se svatba knížete s kněžnou. Svatební hosté pějí chválu snoubencům (č. 7 svatební sbor Kak vo gornice-světlice / Какъ во горницѣ-свѣтлицѣ). Ti děkují za přání. Kněžna se loučí s dosavadními družkami a vyslovuje svou lásku k manželovi. Kníže se jí zapřísahá věrností po celý život, ale ona mu chce věřit i bez přísah (č. 8 recitativ, árie a duet Podrugi dětstva, podrugi junych dněj … Prosti mně, kňaz, slezu nevolnoj grusti… Da ja kljanusja, kljanusja česťju/ Подруги дѣтства, подруги юныхъ дней… Прости мнѣ, князь, слезу невольной грусти… Да я клянуся, клянуся честью).
Svat zve všechny k jídlu a k přípitku (č. 9 recitativ a pozdravný sbor A gdě družko? … Da zdravstvujet naš kňaz mladoj / А гдѣ дружко… Да здравствуетъ нашъ князь младой). Bojaři a bojarky tančí starodávný slovanský tanec (č. 10) a pak zabaví společnost svým tancem skupina cikánů (č. 11).
Poté na svatovo vyzvání vystoupí skupina děvčat a zpívá veselou píseň, za kterou jsou obdarována. Náhle zazní do sálu jiný zpěv – táhlá píseň o dívce, která se ze žalu utopila, proklínajíc zrádného milence. Kníže poznává Natašin hlas a domnívá se, že se vetřela na svatbu. Posílá podkoního, aby ji vyvedl, ale mlynářova dcera není nikde nalezení a ostatní děvčata se dušují, že to nezpívala ona. Kněžna mezitím vidí ve smutné písni během svatebního obřadu předzvěst nešťastného manželství a potvrzení toho, že ji kníže nikdy nemiloval. Svat se snaží dalším přípitkem znovu rozproudit zábavu, ale když se ženich podle zvyku skloní políbit nevěstu, zazní hlasitý dívčí ston. Kněžna je zděšena, knížete se zmocňuje bázeň i hněv a všichni hledají viníka, který tak nešťastně narušil svatbu – ale nikoho nenacházejí a slavnost se rozpadá ve zmatku a strachu (č. 12 finále se sborem děvčat a písní rusalky Čtož, krasnyja děvicy, primolkli… Svatuška, svatuška… Po kamuškam, po žoltu pesočku / Чтожъ, красныя дѣвицы, примолкли… Святушка, святушка… По камушкамъ, по желту песочку)

### 3. dějství
(1. obraz – Kněžnina komnata) Kněžna sedí zádumčivě u okna a vyhlíží návrat knížete z lovu. Už dvanáct let ji manžel zanedbává a toulá se po lesích. Dokud se o ni ucházel, chtěl být stále po jejím boku, ale hned po svatbě jejich štěstí pominulo (č. 13 árie Ču kažetsja, trubjať / Чу кажется, трубятъ). Její družka Olga se ji snaží utěšit: tak se přece po svatbě chovají všichni muži. Vyvrací kněžně podezření, že by jí byl její manžel nevěrný, a snaží se ji rozveselit rozvernou písní (č. 14 recitativ a píseň Kňagiňa bědnaja… Kak u nas na ulice / Княгиня бѣдная… Какъ унасъ на улицѣ). Vstupuje myslivec a sděluje kněžně, že kníže zůstal sám na břehu Dněpru a zbytek výpravy poslal domů. Kněžna ho obratem posílá, aby na její rozkaz přivedl svého pána zpět.

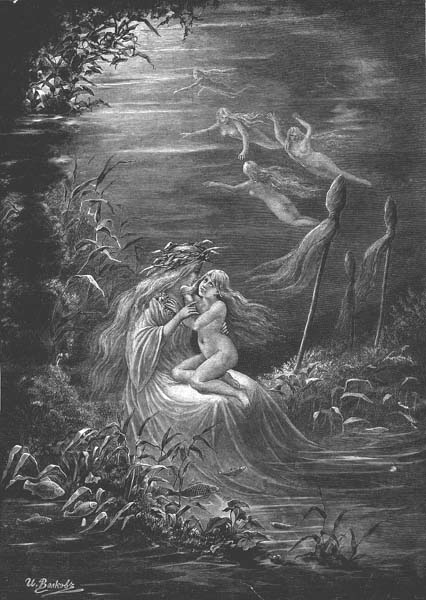
Rusalka a její dcera na dně Dněpru. Ilustrace I. Volkova k Puškinově básni.

(2. obraz – Břeh Dněpru s rozvalinami mlýna) Stmívá se a na břeh řeky vystoupí rusalky, tančí a zpívají (č. 15 sbor rusalek Svobodnoj tolpoju / Свободной толпою). Rozprchnou se, když uslyší přicházet knížete. Ten se ocitá sám na místě prostoupeném vzpomínkami na dávné štěstí, kde se lehkomyslně a osudově zřekl své pravé lásky (č. 16 kavatina  Nevolno k etim grustnym beregam / Невольно къ этимъ грустнымъ берегамъ).
Mlýn je v rozvalinách a kníže předpokládá, že mlynář je mrtev. Ale ten se náhle objeví v potrhaném oděvu a šílený – od Natašiny smrti ztratil rozum. Mlýn opustil, peníze od knížete věnoval Dněpru a považuje se za havrana. Trpí ztrátou dcery, ale prý se o něj chodí starat vnučka. Kníže mu nabízí přístřeší ve svém paláci, ale stařec prudce odmítá. Tíha svědomí na knížete doléhá stále silněji. Vtom se na něj mlynář vší silou vrhne a vyžaduje po něm zpět svou dceru. Přispěchavší lovci knížete osvobodí, mlynář je ale prosí o ochranu před knížetem-nepřítelem, který jej chce násilím odvést do svého paláce. Lovci jeho slova nechápou, zatímco zdrcený kníže prchá (č. 17 duet se sborem Čto eto značit? / Что это значитъ?).

### 4. dějství
(1. obraz – Palác rusalek na dně Dněpru) Rusalky se baví, předou vlny a tancují (č. 18 tance rusalek). Nataša – nyní jejich carevna – je posílá pryč a hovoří se svou dcerou. Rusalička matce vypráví o své návštěvě u děda. Rusalka otce polituje, ale dává dceři jiný úkol. Dnes přijde na břeh rusaliččin otec a ona jej musí vemlouvavými slovy přesvědčit o tom, že ho rusalka stále miluje, čeká a zve k sobě do vodního carství. O samotě pak přemítá o tom, jak se v Dněpru stala z milující dívky chladnou a mocnou rusalkou. Dnes svého svůdce stáhne konečně k sobě do hlubiny a současně se tím pomstí své sokyni (č. 19 scéna a árie Ostavtě prjažu, sestry… S těch por, kak brosilas ja v vodu / Оставьте пряжу, сестры… Съ тѣхъ поръ, какъ бросилась я въ воду).
(2. obraz – Břeh Dněpru s rozvalinou mlýna) Princ se vrací na místo na břehu řeky tam s překvapením potkává rusaličku. Ta mu vzkazuje, že jeho milá jej stále miluje a čeká na něj. I princ Natašu stále miluje a chce se nechat odvést. Přibíhají kněžna a Olga. Kněžna jej zapřísahá k návratu, ale kníže ji chladně odbývá: nenechá se pronásledovat ani jí není povinen skládat účty. I Olga prosí jménem své paní, ale z Dněpru volá knížete hlas rusalky a mladá rusalička jej táhne s sebou. I bláznivý mlynář přibíhá a brání knížete před oběma ženami jako ženicha, který má dnes svatbu s jeho dcerou. Přes naříkání kněžny a Olgy je kníže ochoten podstoupit oběť, nechá se rusaličkou jako v transu odvést na břeh a mlynář jej srazí do proudu. Zatímco opožděně přispěchavší lovci křísí omdlelou kněžnu, houf rusalek se raduje a odnáší tělo knížete do podvodního paláce k nohám své carevny (č. 20 finále Nevolno k etim grustnym beregam… Čto ja vižu! otkuda ty, prelestnoje diťa / Невольно къ этимъ грутстнымъ берегамъ… Что я вижу! откуда ты, рпелестное дитя).

## Instrumentace
Tři flétny (jedna též pikola), dva hoboje, dva klarinety, dva fagoty; čtyři trubky, dva lesní rohy ,dva kornety, tři pozouny, ofiklejda; činely, malý a velký buben, harfa; smyčcové nástroje (housle, violy, violoncella, kontrabasy).

## Diskografie
- 1948 (LP 1951). Zpívají: (kníže) Vitalij Kilčevskij, (kněžna) Varvara Gagarina, (mlynář) Alexandr Pirogov, (Nataša) Jevgenija Smolenskaja, (Olga) Natalja Sokolova, (svat) Ivan Skobcov. Sbor a orchestr Velkého divadla v Moskvě řídí Vasilij Něbolsin.
- 1957 (LP 1958; Melodija 1974, M10 36629-34; CD Melodija 2011). Zpívají: (kníže) Ivan Kozlovskij, (kněžna) Veronika Borisenko, (mlynář) Alexej Krivčeňa, (Nataša) Jevgenija Smolenskaja, (Olga) Margarita Miglau, (svat) Ivan Skobcov, (myslivec) Vladimír Valajtis. Sbor a orchestr Velkého divadla v Moskvě řídí Jevgenij Světlanov. (Tato nahrávky byla podkladem i televizní inscenaci z roku 1971).
- 1983 (LP Melodija 1985, C10 21467-74; CD Relief 1999, CR 991059; Brilliant Classics 2013, 94718). Zpívají: (kníže) Konstantin Plužnikov, (kněžna) Nina Terenťjeva, (mlynář) Alexandr Beděrnikov, (Nataša) Natalija Michajlova, (Olga) Galina Pisarenko, (svat / myslivec) Oleg Klenov, (rusalička) Vasilisa Bjelova. Sbor a orchestr Ústřední televize a Všesvazového rozhlasu v Moskvě řídí Vladimir Fedosejev.
- 2008 (CD Profil 2010, 9024). Zpívají: (kníže) Vsevolod Grivnov, (kněžna) Marina Pruděnskaja, (mlynář) Arujtun Kočinjan, (Nataša) Evelina Dobračeva, (Olga) Jelena Bryleva, (svat / myslivec) Andrej Telegin, (rusalička) Martha Jurowski. WDR Rundfunkchor a Rundfunkorchester Köln řídí Michail Jurowski.